# 小施泰因豪森
小施泰因豪森是德国莱茵兰-普法尔茨州的一个市镇。总面积5.73平方公里，总人口795人，其中男性398人，女性397人（2011年12月31日），人口密度139人/平方公里。